# ФК Фрајбург
ФК Фрајбург је фудбалски клуб из Фрајбурга, Немачка. Клуб је основан 30. маја 1904. године. Од 2009. се такмичи у Бундеслиги Немачке.
Домаће утакмице игра на стадиону Маге Солар, који има капацитет од 24.000 седећих места.

## Историја
Клуб води порекло од два клуба основана 1904. године: Freiburger Fußballverein 04 је основан марта те године; FC Schwalbe Freiburg само два месеца касније. Оба клуба су претрпела неколико промена имена, FC Schwalbe је 1905. постао FC Mars, тај клуб је 1906. постао Union Freiburg, а FV 04 Freiburg је 1909. постао Sportverein Freiburg 04. Три године касније, SV и Union су формирали Sportclub Freiburg, а у исто време је за симбол клуба узета глава грифона.
Године 1918, након разарања Првог светског рата, Фрајбург је ушао у привремени аранжман са Freiburger FC да би могао да састави пун тим који се звао KSG Freiburg. Следеће године Фрајбург је ушао у састав FT 1844 Freiburg, као фудбалска секција тог спортског друштва. То је трајало до 1928, када су напустили то спортског друштво и ушли у аранжман о заједничком коришћењу стадиона са PSV (Polizeisportvereins) Freiburg 1924, а то је трајало до 1930, када је PSV угашен. Фрајбург се онда 1938. поново вратио у FT 1844 Freiburg. Клуб је играо на највишем нивоу од 1928, у другој лиги државе Баден (Bezirksliga Baden), а затим и у првој (Gauliga Baden), одакле је испао 1934. године.
На крају Другог светског рата, савезничке окупационе власти су распустиле већину постојећих организација у Немачкој, укључујући фудбалске и спортске клубове. Клубовима је било дозвољено да се реконституишу после око годину дана, али су били у обавези да узму нова имена у покушају да их дистанцирају од скорашње нацистичке прошлости. Фрајбург је стога кратко био познат као VfL Freiburg. До 1950-их, француске окупационе власти су довољно попустиле да допусте клубовима да поврате своје старе идентитете. Коначно 1952, Фрајбург је оставио иза себе FT Freiburg.
До овог тренутка, историју клуба су карактеризовали само скромни успеси. Кроз 1930е, Фрајбург је играо у другој лиги државе Баден (Bezirkliga), са повременим учешћем у првој (Gauliga), и освојио је прегршт локалних титула. Након Другог светског рата, клуб је наставио тамо где је стао, у Аматерској лиги Јужни Баден (Amateurliga Südbaden), што је био трећи ранг такмичења.
Иако само мали клуб, Фрајбург је постао познат по борби и тимском духу у њиховој игри. То их је довело до Друге Бундеслиге у сезони 1978/79, где су играли деценију и по пре него што су направили продор у Бундеслигу у сезони 1993/94. по вођством тренера Волкера Финкеа. У својој првој сезони Фрајбург је за длаку избегао испадање у нижи ранг. У другој сезони је направио историјски резултат у највишем рангу, завршивши на трећем месту, само три бода иза првака Борусије Дортмунд. Као трећепласирани Фрајбург је наредне сезоне 1995/96. по први пут учествовао у неком европском такмичењу, Купу УЕФА, али је испао већ у првом колу.
Из Бундеслиге је по први пут испао у сезони 1996/97, када је завршио на претпоследњем 17. месту. Од уласка у Бундеслигу три пута су испадали из ње, два пута су успели да изборе повратак већ у првој сезони у Другој Бундеслиги, али им то није пошло за руком у сезони 2005/06. То је било први пут од 1992. да је Фрајбург играо Другу Бундеслигу две сезоне заредом.
Сезону 2006/07. Фрајбург је завршио на четвртом месту у Другој Бундеслиги, а треће место које је водило директно у Бундеслигу му је измакло само због слабије гол разлике од Дуизбурга. Волкер Финке је 20. маја 2007. поднео оставку на месту тренера након шеснаест година на тој позицији. Заменио га је Робин Дут, који је напустио клуб 2011. године.
10. маја 2009. Фрајбург је успео да поново обезбеи пласман у Бундеслигу, победивши Кобленц са 5:2 у гостима. У сезони 2011/12. изгледало је у највећем делу сезоне да ће Фрајбург тешко избећи испадање али промена тренера је окренула коло среће па је клуб на крају завршио на 12. месту и преживео.
Под вођством Кристијана Штрајха, клуб је у сезони 2012/13. Бундеслиге завршио на петом месту, што је најбољи пласман клуба од сезоне 1994/95. Петим местом је обезбедио место у такмичењу по групама Лиге Европе 2013/14, што ће бити трећа сезона Фрајбурга у УЕФА куповима.

## Успеси
- Друга Бундеслига Немачке
  - Првак (4): 1992/93, 2002/03, 2008/09, 2015/16.
- Куп Немачке
  - Финалиста (1): 2021/22.

## Стадион
Фрајбург своје домаће утакмице игра на стадиону Маге Солар, који тренутно има капацитет од 24.000 седећих места. Стадион је од отварања 1954. до 2004. носио име стадион Драјзам, по реци Драјзам која протиче кроз град. Због спонзорских разлога од 2004. до 2011. је носио име стадион Баденова, док од 2012. носи име стадион Маге Солар, по истоименој компанији која се бави соларном енергијом. Године 1993. тадашњи тренер Волкер Финке је покренуо иницијативу да се стадион Драјзам трансформише у први немачки стадион који ће покретати соларна енергија. Постоје соларни модули на северу, југу и главним трибинама. Ови панели годишње генеришу 250.000 kWh енергије.

## ФК Фрајбург у европским такмичењима
| Сезона   | Такмичење        | Коло        | Клуб           | Дом. | Гост | Укупан резултат |
| -------- | ---------------- | ----------- | -------------- | ---- | ---- | --------------- |
| 1995/96. | Куп УЕФА         | 1. коло     | Славија Праг   | 1:2  | 0:0  | 1:2             |
| 2001/02. | Куп УЕФА         | 1. коло     | Матадор Пухов  | 2:1  | 0:0  | 2:1             |
| 2001/02. | Куп УЕФА         | 2. коло     | Сент Гален     | 0:1  | 4:1  | 4:2             |
| 2001/02. | Куп УЕФА         | 3. коло     | Фајенорд       | 2:2  | 0:1  | 2:3             |
| 2013/14. | УЕФА лига Европе | Група Х     | Севиља         | –    | –    |                 |
| 2013/14. | УЕФА лига Европе | Група Х     | Есторил        | –    | –    |                 |
| 2013/14. | УЕФА лига Европе | Група Х     | Слован Либерец | 2:2  | –    |                 |
| 2017/18. | УЕФА лига Европе | 3. коло кв. | Домжале        | 1:0  | 0:2  | 1:2             |

## Новији резултати
| Сезона   | Лига          | Ранг | Позиција |
| 1999/00. | Бундеслига    | I    | 12.      |
| 2000/01. | Бундеслига    | I    | 6.       |
| 2001/02. | Бундеслига    | I    | 16.↓     |
| 2002/03. | 2. Бундеслига | II   | 1. ↑     |
| 2003/04. | Бундеслига    | I    | 13.      |
| 2004/05. | Бундеслига    | I    | 18. ↓    |
| 2005/06. | 2. Бундеслига | II   | 4.       |
| 2006/07. | 2. Бундеслига | II   | 4.       |
| 2007/08. | 2. Бундеслига | II   | 5.       |
| 2008/09. | 2. Бундеслига | II   | 1. ↑     |
| 2009/10. | Бундеслига    | I    | 14.      |
| 2010/11. | Бундеслига    | I    | 9.       |
| 2011/12. | Бундеслига    | I    | 12.      |
| 2012/13. | Бундеслига    | I    | 5.       |
| 2013/14. | Бундеслига    | I    | 14.      |
| 2014/15. | Бундеслига    | I    | 17. ↓    |
| 2015/16. | 2. Бундеслига | II   | 1. ↑     |
| 2016/17. | Бундеслига    | I    | 7.       |
| 2017/18. | Бундеслига    | I    | 15.      |
| 2018/19. | Бундеслига    | I    | 13.      |